# Pegoscapus flagellatus
Pegoscapus flagellatus är en stekelart som beskrevs av Wiebes 1983. Pegoscapus flagellatus ingår i släktet Pegoscapus och familjen fikonsteklar.
Artens utbredningsområde är Peru. Inga underarter finns listade i Catalogue of Life.